# Šolta
Šolta (latinsky Solenta) je chorvatský ostrov v Jaderském moři poblíž Splitu. Spolu s okolními ostrůvky tvoří stejnojmennou opčinu.

## Zeměpisné údaje

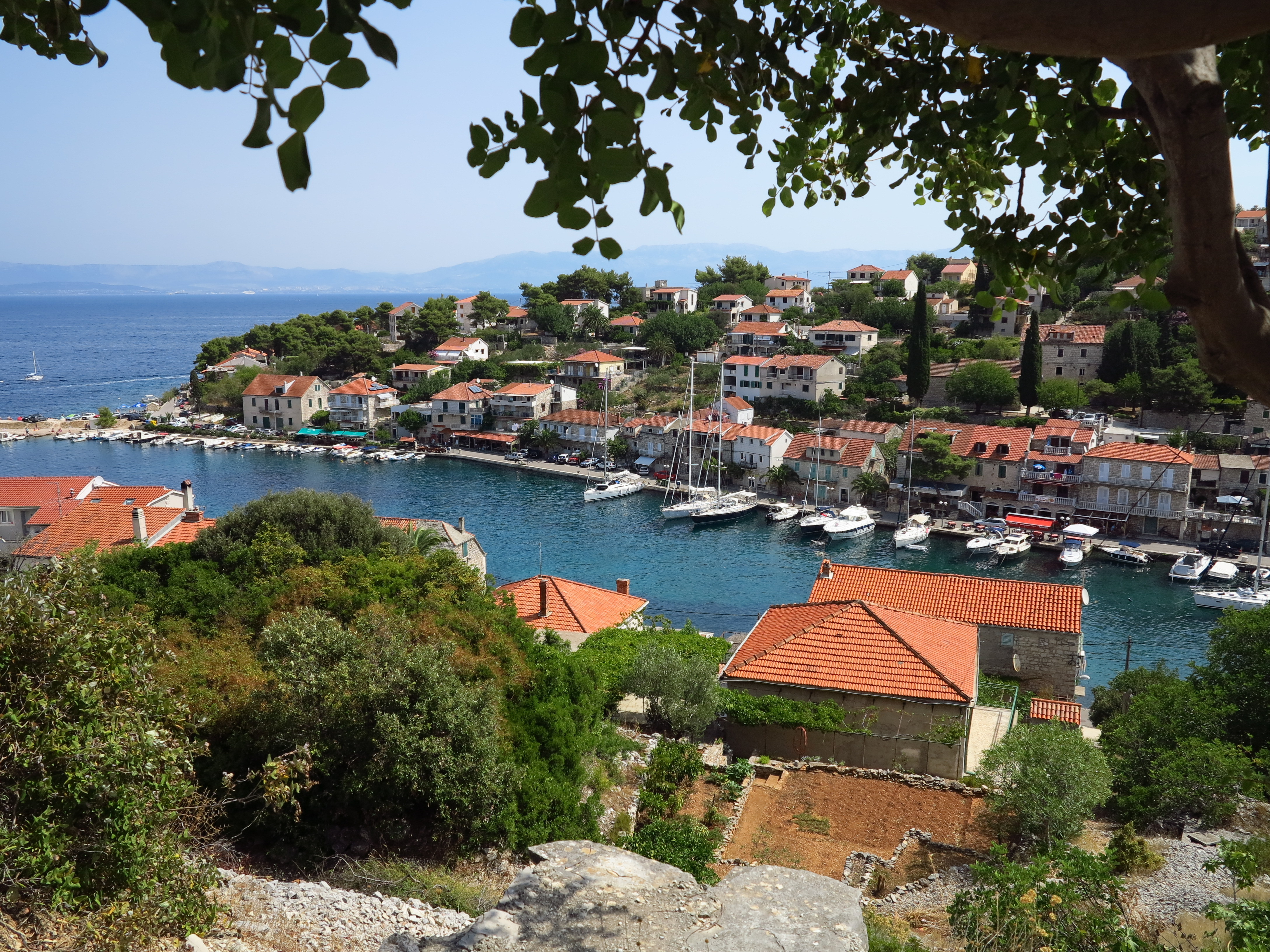
Ostrov Šolta u obce Stomorska

Od pevniny dělí ostrov Splitský průliv, od ostrova Drvenik Veli Šoltský průliv a od ostrova Brač Splitská úžina. Ostrov Šolta měří na délku 19 km, jeho šířka dosahuje 5 km. Nejvyšším vrcholem ostrova je Vela Straža (237 m).
Ostrov má rozlohu 58,17 km² a délka jeho pobřeží je 79,5 km. Na ostrově žije 1479 obyvatel. Největší a hlavní osadou je Grohote (425 obyvatel). Další osady jsou Donje Selo, Gornje Selo, Maslinica, Nečujam, Rogač, Srednje Selo a Stomorska. Nacházejí se zde také zátoky Gornja Krušica a Donja Krušica.

## Podnebí
Podnebí ostrova je středomořské s průměrnými teplotami 7,8 °C v lednu a 25,3 °C v červenci. Severovýchodní část ostrova, zejména zátoky Rogač a Nečujam, je vystavena severním větrům. Západní část se zátokou Maslinica je chráněna skupinou ostrůvků před větry s výjimkou severozápadního proudění.

## Historie
Ve starověkém Řecku nesl ostrov jméno Olyntha a staří Římané jej nazývali Solenta. Současný název ostrova Šolta se poprvé objevuje v písemných pramenech ze 14. století. Nejstarší archeologické nálezy na ostrově však dokládají osídlení už v prehistorické době. Další památky pocházejí z období starověkého Říma. Na počátku 7. století v období nájezdů Avarů a Slovanů se na ostrov uchýlili uprchlíci ze Solinu. Ve 13. a 14. století byl ostrov několikrát napaden a obsazen piráty z Omiše a Benátčany. V 16. století se pak z pevniny na ostrov uchýlili uprchlíci před Turky. Za druhé světové války byli obyvatelé ostrova násilně vystěhováni.

## Hospodářství
Hlavním zdrojem obživy obyvatel ostrova je zemědělství, zejména pěstování vinné révy, oliv a ovoce, dále pak včelařství, rybolov a cestovní ruch.

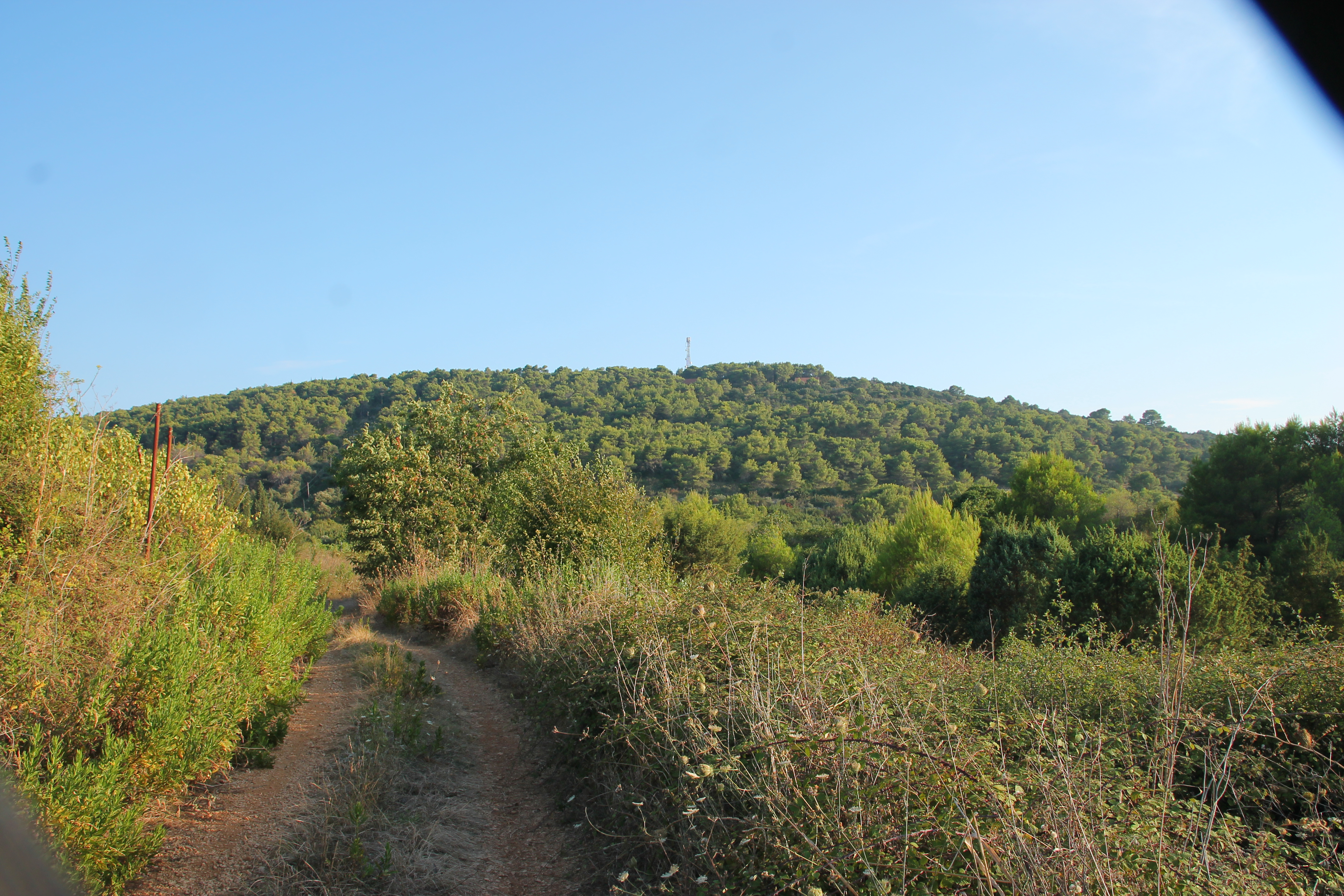
Cesta k vrcholu nejvyššího bodu, Vela Straža.

## Doprava
Hlavním přístavem ostrova je Rogač, kam směřují trajekty ze Splitu. Dalšími přístavy pro trajekty jsou Nečujam a Stomorska. Obce ve vnitrozemí ostrova a přístavy jsou propojeny páteřní silniční komunikací D111. Přístav v Rogači je na ní připojen silnicí D112.

## Odkazy

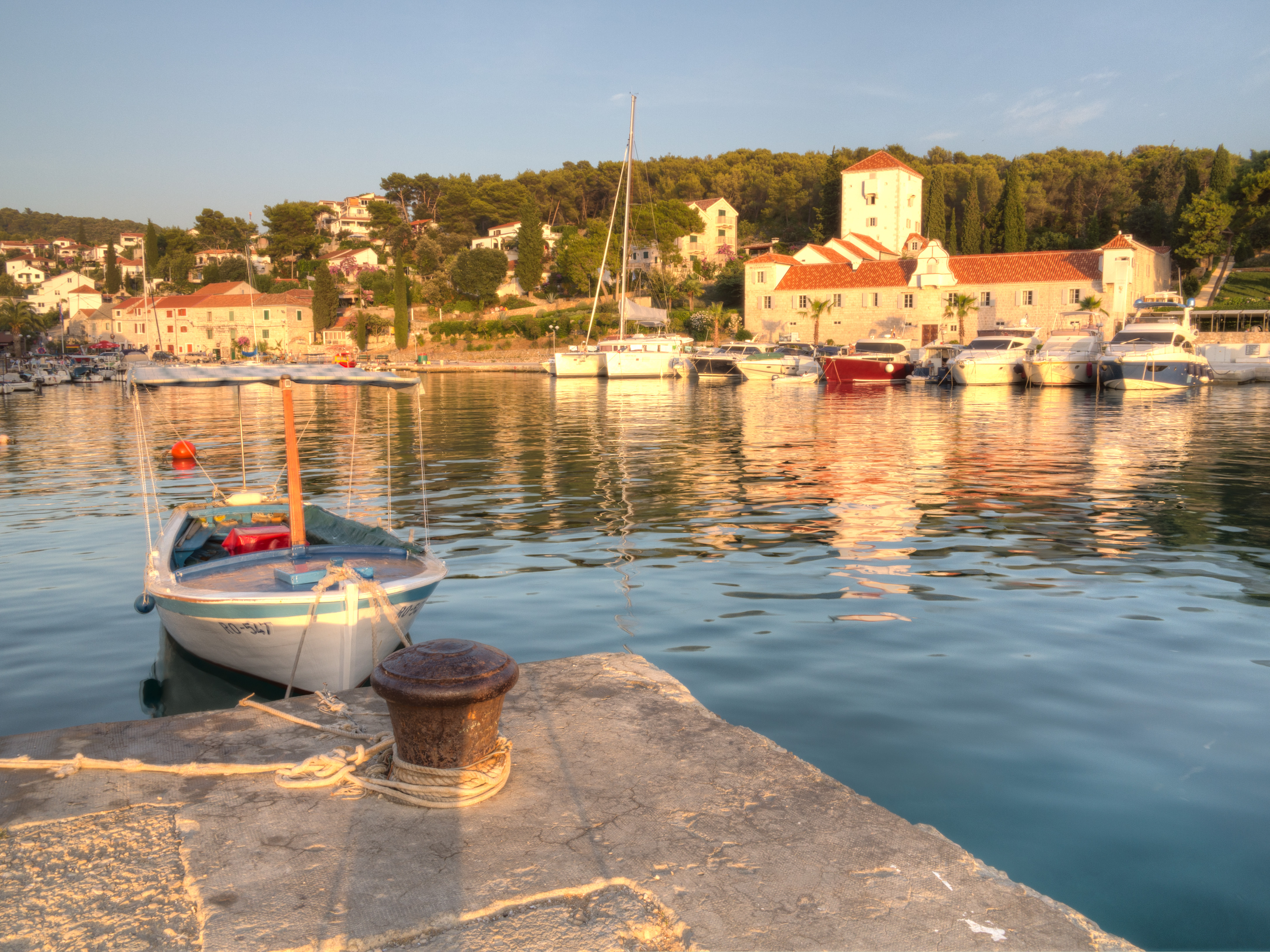
Maslinica